# ピアノ五重奏曲 (フルトヴェングラー)
ピアノ五重奏曲ハ長調は、ヴィルヘルム・フルトヴェングラーが作曲したピアノ五重奏曲。

## 概要
20代で作曲し、1935年に完成するまでに20年以上を費やした作品で全曲演奏で約70分と長大なため、演奏者のみならず観客においても多大の集中力を求められる。フルトヴェングラーはこの曲を完成する祭、コーダをもう一種類用意していた。第1楽章のコーダではカデンツァが加わって主題が変奏され、最高潮に達する。日本初演は2004年、東京フルトヴェングラー研究会によるフルトヴェングラー没後50年記念演奏会シリーズの最終夜に、東京の白寿ホールで行われた。

## 楽曲構成
- 第1楽章 Allegro molto
- 第2楽章 Adagio
- 第3楽章 Ruhig - Allegretto